# 10 Years of Chaos and Confusion
| Оценки критиков | Оценки критиков |
| Источник        | Оценка          |
| --------------- | --------------- |
| AllMusic        | [ 1 ]           |

10 Years of Chaos and Confusion (рус. 10 лет хаоса и смятения) — музыкальный сборник шведской группы Hypocrisy, выпущенный в 2001 году лейблом Nuclear Blast Records на десятилетие группы. Композиция «Turn the Page» появилась в следующем полноформатном альбоме группы Catch 22.

## Список композиций
Слова и музыка всех песен — Hypocrisy.
| №                   | Название                                   | Длительность |
| ------------------- | ------------------------------------------ | ------------ |
| 1.                  | «Penetralia (перезаписанная)»              | 5:26         |
| 2.                  | «The Fourth Dimension (перезаписанная)»    | 5:29         |
| 3.                  | «Osculum Obscenum (перезаписанная)»        | 4:55         |
| 4.                  | «Apocalypse (перезаписанная)»              | 5:26         |
| 5.                  | «Killing Art»                              | 2:57         |
| 6.                  | «Deathrow (No Regrets)»                    | 5:47         |
| 7.                  | «Left to Rot (перезаписанная)»             | 3:37         |
| 8.                  | «Until the End»                            | 5:54         |
| 9.                  | «Pleasure of Molestation (перезаписанная)» | 4:38         |
| 10.                 | «A Coming Race»                            | 5:06         |
| 11.                 | «Fractured Millennium»                     | 5:15         |
| 12.                 | «Roswell 47»                               | 3:57         |
| 13.                 | «Fire in the Sky»                          | 4:48         |
| 14.                 | «The Final Chapter»                        | 5:21         |
| Общая длительность: | Общая длительность:                        | 68:36        |

| №                   | Название              | Длительность |
| ------------------- | --------------------- | ------------ |
| 1.                  | «God is a Lie»        | 2:51         |
| 2.                  | «Suffering Souls»     | 3:33         |
| 3.                  | «To Escape is to Die» | 4:18         |
| 4.                  | «Nightmare»           | 5:40         |
| 5.                  | «Left to Rot»         | 3:41         |
| 6.                  | «Suffering Souls»     | 3:40         |
| 7.                  | «God is a Lie»        | 3:04         |
| 8.                  | «To Escape is to Die» | 4:08         |
| 9.                  | «Turn the Page»       | 4:06         |
| Общая длительность: | Общая длительность:   | 35:01        |

Ограниченное издание включает также 6 видео таких как «Pleasure of Molestation» и «Roswell 47»